# Ulrichshorn
L'Ulrichshorn (3.925 m s.l.m.) è una montagna del Massiccio del Mischabel nelle Alpi Pennine.

## Descrizione

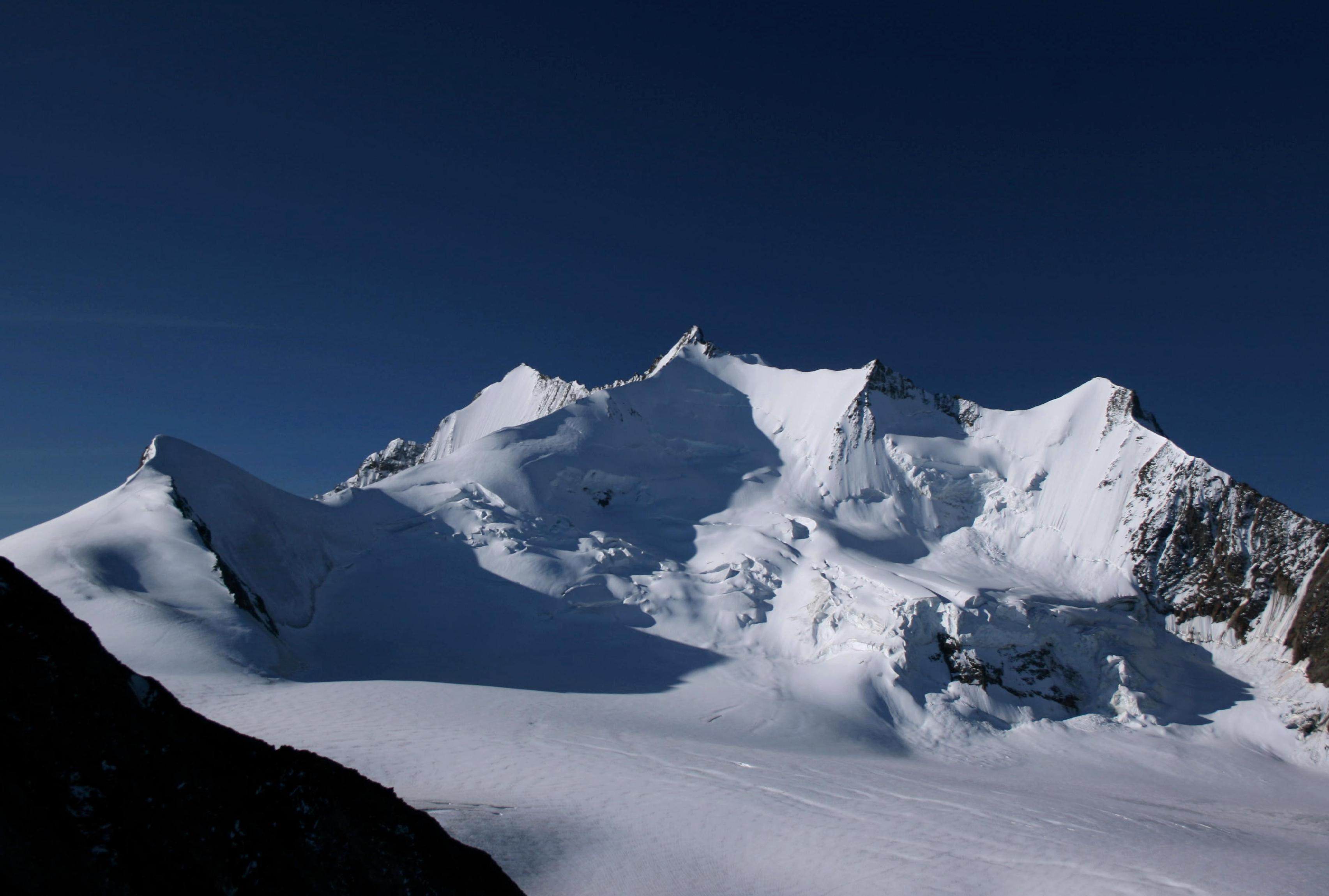
Il Riedgletscher con da sinistra verso destra: Ulrichshorn, lenzspitze, Nadelhorn, Stecknadelhorn e Hohberghorn.

Si trova nello svizzero Canton Vallese e contorna la Saastal. Infatti non si trova lungo la cresta principale del Massiccio del Mischabel ma spostato verso la Saastal; una cresta lo congiunge con il Nadelhorn.

## Salita alla vetta
Si può salire sulla vetta partendo dalla Mischabelhütte (3.335 m) oppure dalla Bordierhütte (2.886 m).